# Nebraska (film)
Nebraska – amerykański czarno-biały komediodramat z 2013 roku w reżyserii Alexandra Payne’a.
Światowa premiera miała miejsce 23 maja 2013 roku na 66. Międzynarodowym Festiwalu Filmowym w Cannes, gdzie film brał udział w konkursie głównym.
Polska premiera filmu odbyła się 18 listopada 2013 roku w ramach 21. Międzynarodowego Festiwalu Sztuki Autorów Zdjęć Filmowych Plus Camerimage w Bydgoszczy.

## Fabuła
Woody Grant, podstarzały alkoholik z Billings w Montanie, otrzymuje list wysłany z Lincoln w Nebrasce z informacją o nagrodzie w wysokości miliona dolarów. Mężczyzna prosi syna Davida, aby towarzyszył mu w podróży po odbiór domniemanej wygranej. David podchodzi do tego sceptycznie  – uważa, że ojciec padł ofiarą oszukańczego marketingu. Dołącza jednak do niego i razem wyruszają do Nebraski, po drodze odwiedzając krewnych i znajomych Woody’ego.

## Obsada
- Bruce Dern jako Woody Grant
- Will Forte jako David Grant, syn Woody’ego
- June Squibb jako Kate Grant, żona Woody’ego
- Stacy Keach jako Ed Pegram
- Bob Odenkirk jako Ross Grant
- Mary Louise Wilson jako pani Grant, siostra Woody’ego
- Missy Doty jako Noel, dziewczyna Davida
- Angela McEwan jako Pegy Nagy
- Rance Howard jako wujek Ray
- Devin Ratray jako Cole

i inni

## Nagrody i nominacje
66. Międzynarodowy Festiwal Filmowy w Cannes
- nagroda: Złota Palma dla najlepszego aktora − Bruce Dern
- nominacja: Złota Palma − Alexander Payne

21. MF Sztuki Autorów Zdjęć Filmowych Plus Camerimage
- nominacja: Złota Żaba − Phedon Papamichael

86. ceremonia wręczenia Oscarów
- nominacja: najlepszy film − Albert Berger i Ron Yerxa
- nominacja: najlepsza reżyseria − Alexander Payne
- nominacja: najlepszy scenariusz oryginalny − Bob Nelson
- nominacja: najlepszy aktor pierwszoplanowy − Bruce Dern
- nominacja: najlepsza aktorka drugoplanowa − June Squibb
- nominacja: najlepsze zdjęcia − Phedon Papamichael

28. ceremonia wręczenia Independent Spirit Awards
- nominacja: najlepszy film niezależny − Albert Berger i Ron Yerxa
- nominacja: najlepsza reżyseria − Alexander Payne
- nominacja: najlepszy pierwszy scenariusz − Bob Nelson
- nominacja: najlepsza główna rola męska − Bruce Dern
- nominacja: najlepsza drugoplanowa rola żeńska − June Squibb
- nominacja: najlepsza drugoplanowa rola męska − Will Forte

18. ceremonia wręczenia Satelitów
- nagroda: najlepsza obsada
- nominacja: najlepszy aktor w filmie fabularnym − Bruce Dern
- nominacja: najlepsza aktorka w roli drugoplanowej − June Squibb

71. ceremonia wręczenia Złotych Globów
- nominacja: najlepszy film komediowy lub musical
- nominacja: najlepszy reżyser − Alexander Payne
- nominacja: najlepszy aktor w filmie komediowym lub musicalu − Bruce Dern
- nominacja: najlepsza aktorka w roli drugoplanowej − June Squibb
- nominacja: najlepszy scenariusz − Bob Nelson

20. ceremonia wręczenia nagród Gildii Aktorów Ekranowych
- nominacja: wybitny występ aktora w roli pierwszoplanowej − Bruce Dern
- nominacja: wybitny występ aktorki w roli drugoplanowej − June Squibb